# Roseli de Belo
Roseli de Belo (São Paulo, 7 de setembro de 1969) é uma ex-futebolista brasileira que atuava como atacante. Fez parte da primeira geração de atletas convocadas pela Seleção Brasileira, em 1988.[carece de fontes?] Esteve na edição inaugural da Copa do Mundo Feminina e da estreia das mulheres do futebol nos Jogos Olímpicos de Atlanta, em 1996.

## Carreira
Roseli foi integrante da primeira Seleção Brasileira de Futebol Feminino convocada pela CBF, em 1988. Disputou os torneios olímpicos de futebol de Atlanta, Sydney e Atenas, além das Copas do Mundo de 1991 e 1995. Foi tricampeã sul-americana nos anos de 1991, 1995 e 1998. Na edição de 1998, na disputada na Argentina, sagrou-se artilheira com 16 gols marcados.

## Títulos
Seleção Brasileira
- Copa América Feminina: 1991, 1995, 1998.
- Medalha de Prata nos Jogos Olímpicos de Atenas 2004.
- Medalha de Ouro nos Jogos Pan-Americanos de Santo Domingo 2003.